# Bial
Bial (celým názvem Bial – Portela & Co. S.A.) je největší farmaceutická společnost v Portugalsku. Byla založena 19. dubna 1924 Álvarem Portelou. Sídlí ve městě Trofa v distriktu Porto. 
Jejím prvním úspěšným produktem se stal v roce 1929 Benzo-Diacol. Ve 21. století uváděla, že má okolo tisícovky zaměstnanců a působí ve více než padesáti zemích světa. Pětinu svého obratu investuje do vývoje a výzkumu. Firma vyvinula Zebinix pro léčbu epilepsie a Ongentys pro pacienty s Parkinsonovou nemocí. Vyrábí také léky na alergii. Od roku 2005 je Bial členem Evropské federace farmaceutického průmyslu a asociací. Společnost založila vlastní nadaci, která uděluje ceny za objevy v oblasti biomedicíny. 
Firma byla vyšetřována poté, co v lednu 2016 došlo při testování léčiva BIA 10-2474 v její laboratoři v Rennes k úmrtí dobrovolníka.
V roce 2024 byl Bialu udělen Řád svatého Jakuba od meče.